# Strumigenys collinsae
Strumigenys collinsae (лат.) — вид мелких земляных муравьёв из подсемейства Myrmicinae. Эндемик США. Назван в честь Dr. Margaret S. Collins, энтомолога и защитника гражданских прав.

## Распространение
Северная Америка: США (Колорадо).

## Описание
Мелкие скрытные муравьи (длина около 2 мм) с сердцевидной головой, расширенной кзади. Щетинки на краях наличника тонкие, некоторые изогнутые. Наличник сбоку с заметной широкой периферической бороздкой по свободному краю. Проподеум c короткими зубцами. Длина головы матки (HL) 0,614 мм, ширина головы (HW) 0,459 мм, мандибулярный индекс (MI) 20, длина скапуса SL 0,362 мм.
Основная окраска желтовато-коричневая. Мандибулы субтреугольные вытянутые (с несколькими зубцами). Глаза расположены внутри усиковых желобков-бороздок, вентро-латеральные. Нижнечелюстные щупики 1-члениковые, нижнегубные щупики состоят из 1 сегмента (формула 1,1). Стебелёк между грудкой и брюшком состоит из двух члеников: петиолюса и постпетиолюса (последний четко отделен от брюшка), жало развито, куколки голые (без кокона). Специализированные охотники на коллембол. Вид был впервые описан в 2021 году американским мирмекологом Douglas B. Booher по типовому материалу, собранному в США. Принадлежность таксона к какой-либо видовой группе не определена. Strumigenys collinsae отличается от всех других североамериканских видов зубными рядами жвал, имея четыре основных зубца, первые два из которых почти равны по размеру, за которыми следуют два меньших зубца равного размера. Этот вид больше всего похож на Strumigenys reliquia, имея сходство в форме наличника, зубных рядов жвал и волосистости. Однако у S. reliquia второй основной зубец намного короче первого и имеет жгутиковидные апикоскробальные и голенные щетинки, а у S. collinsae их нет.